# トム・コロネル

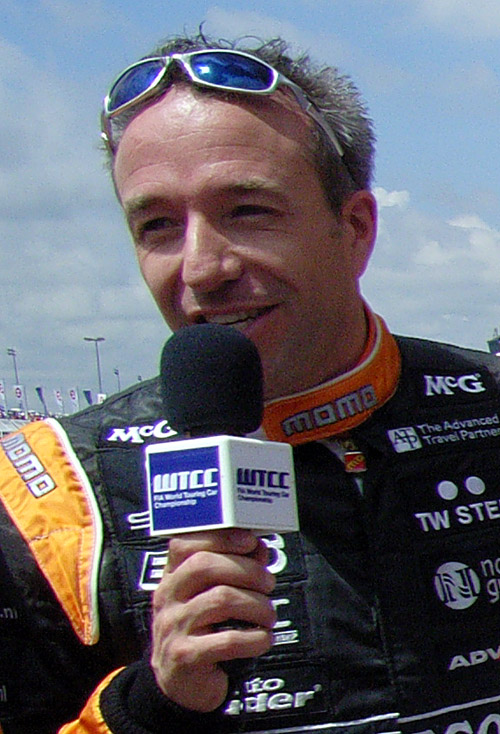
トム・コロネル(2007年)

トム・ロメオ・コロネル（Tom Romeo Coronel, 1972年4月5日 - ）は、オランダ出身のレーシングドライバー。1999年のフォーミュラ・ニッポンシリーズチャンピオン。
父親で同名のトム・コロネル、双子の兄弟であるティム（ティム・アルファ）もレーシングドライバーである。

## 経歴

### 初期の経歴
1990年にオランダ・シトロエン・AXカップに参戦し、翌年にチャンピオンを獲得。1992年からオランダ・フォーミュラ・フォード選手権に参戦し、2年目の1993年にチャンピオンとなる。
1994年からフォーミュラ・オペル・ロータスユーロシリーズにステップアップ。全15戦で8回のポールポジションと決勝レースでの10度の表彰台、うち2回の優勝と成功をおさめ、マルコ・カンポスに次ぐランキング2位を獲得する。この結果、過去にドイツF3でミハエル・シューマッハ、ヨス・フェルスタッペンをチャンピオンにした名門チームWTSから勧誘され、翌年からのドイツF3ステップアップが決まった。

### ドイツフォーミュラ3
1995年にオペル・チームWTSでラルフ・シューマッハをチームメイトとしてドイツF3フル参戦。同年のドイツF3ではノルベルト・フォンタナとラルフ・シューマッハがチャンピオン争いをし、その次のグループでヤルノ・トゥルーリとコロネル、アレクサンダー・ブルツが表彰台争いを戦う展開となり、コロネルは3度の3位表彰台を獲得しランキング7位となった。なお、この選手権からは翌年フォンタナ、シューマッハ、コロネルの3名が同じタイミングで日本へとレース活動の場を移すこととなった。

### 日本での活動

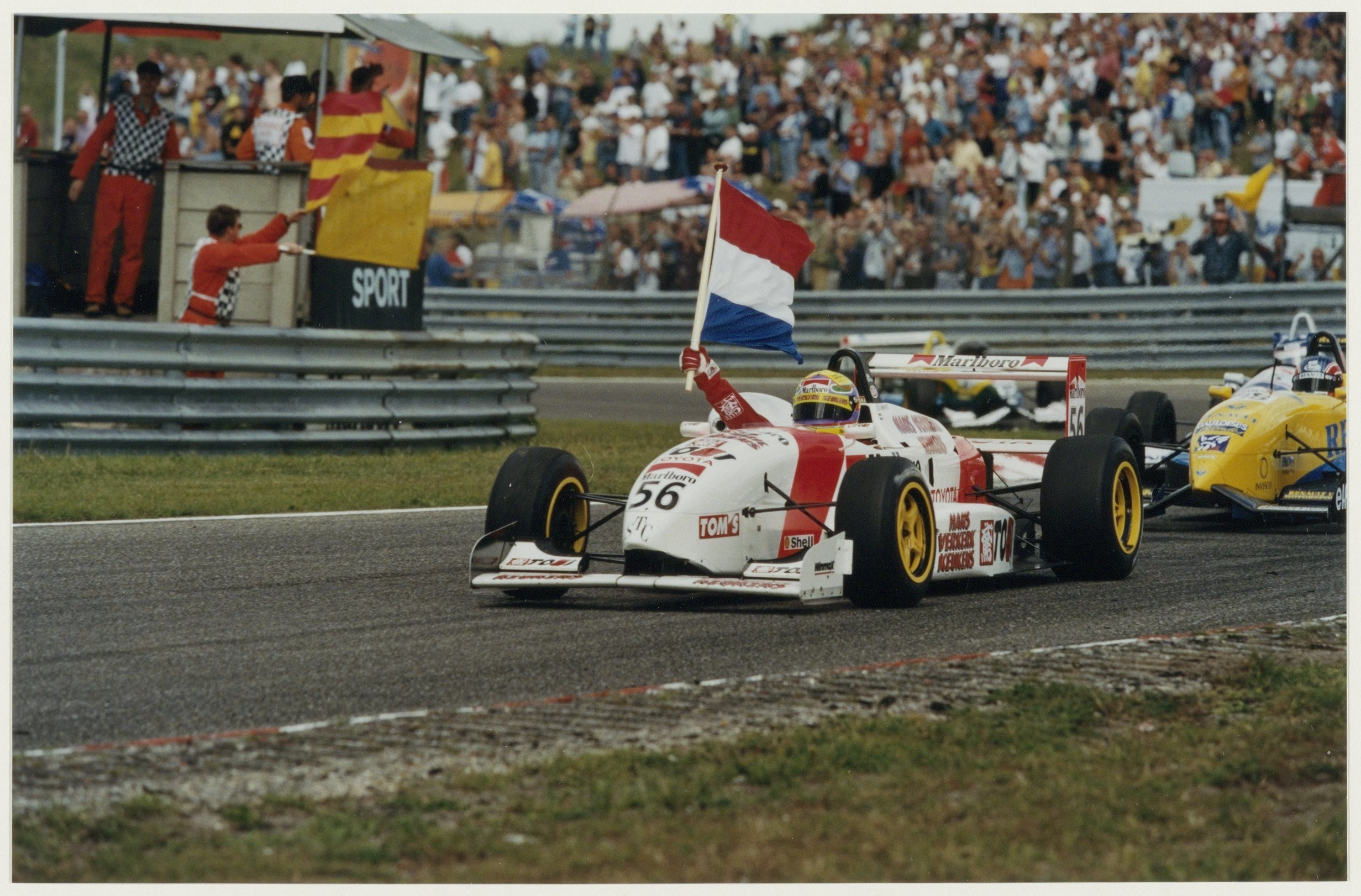
マスターズF3でのウィニング・ラン

1996年に来日し、TOM'Sから全日本F3選手権に参戦。1勝し、ランキング3位となった。2年目の1997年も引き続きTOM'Sから参戦し、第3戦MINEサーキットでは土屋武士に敗れたが、エントリーした7戦中6勝する完勝でシリーズチャンピオンを獲得。全日本戦を欠場して参加した地元オランダのザントフォールト・サーキットで開催されたF3の国際レース「マールボロ・マスターズ」も制した。
1998年、この年F1へと進出した高木虎之介の後任として、中嶋悟率いるPIAA Nakajima Racingに移籍し国内最高峰フォーミュラであるフォーミュラ・ニッポンにステップアップ。4度の入賞でランキング11位（同年より全日本GT選手権にも参戦、ランキング2位となった）、翌年には第4戦富士での初優勝を皮切りに3勝を上げ、フォーミュラ・ニッポンでチャンピオンに輝いた。しかしこれは最終戦でチャンピオンを争っていた本山哲とスタート直後に接触し、両者リタイアで決着という後味の悪い形でのタイトル獲得であった。
1999年にF1アロウズのテストドライバーを務めアロウズ・A20をドライブするが、レースシート契約には至らず、フォーミュラカーにおけるキャリアはここまでとなりメイン参戦カテゴリーはツーリングカーレースへと移行する。

### ツーリングカー
1998年から1999年にかけて全日本GT選手権に参戦したのを皮切りに、1999年にル・マン24時間レースに初参戦。ルマンには以後2010年まで断続的に参戦を続けた。

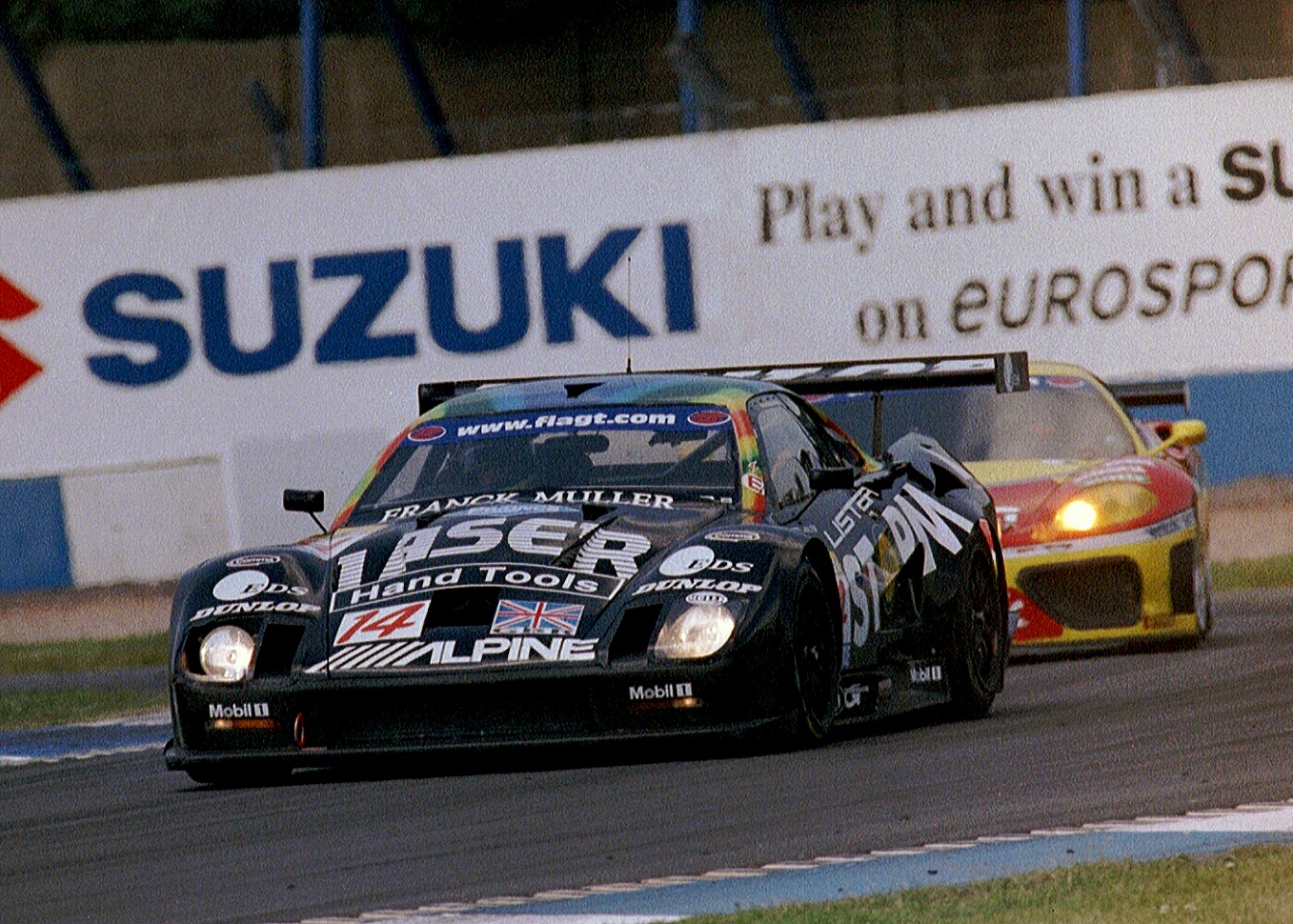
FIA GT選手権にてリスター・ストームをドライブ

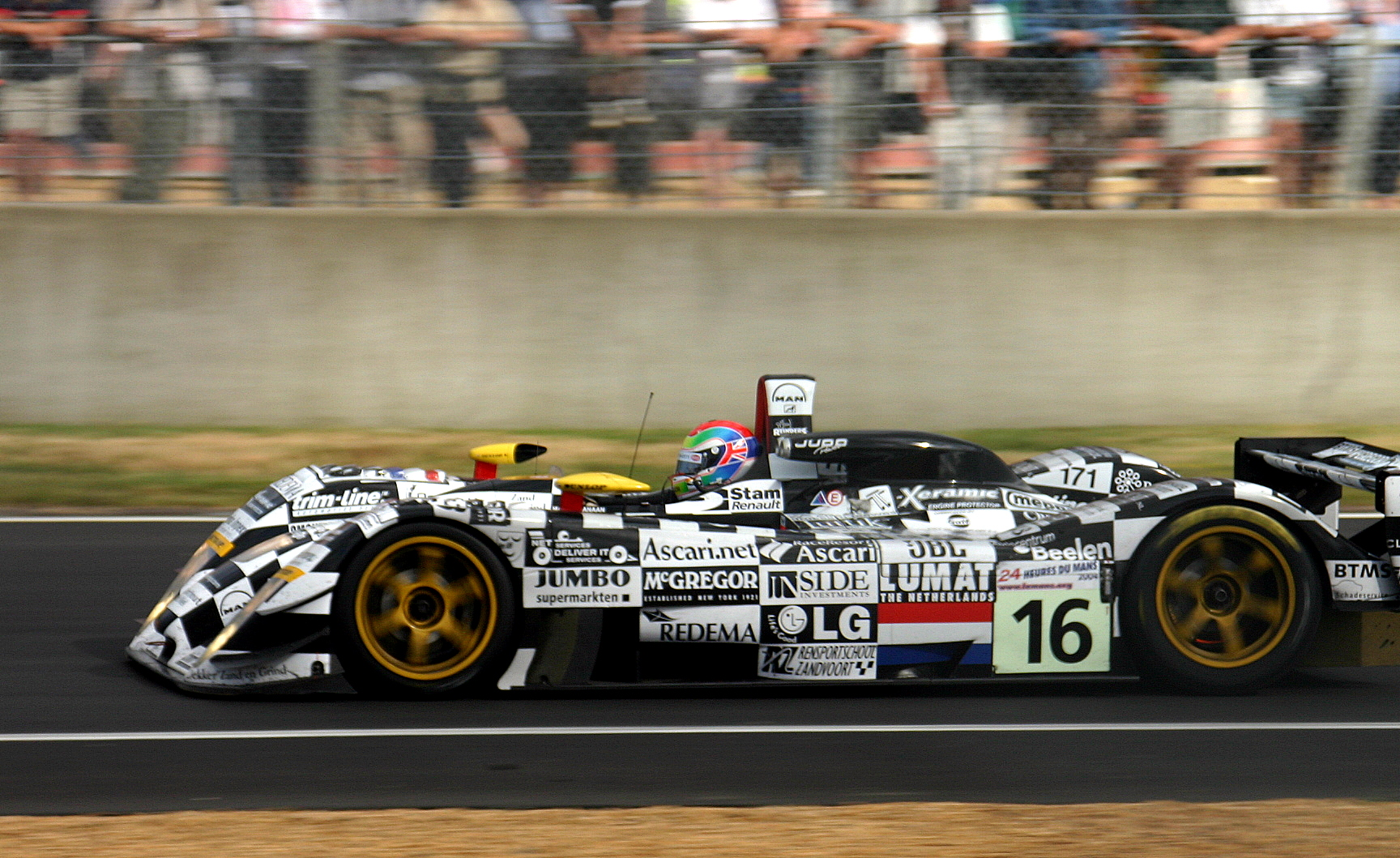
2004年ル・マンにて童夢・S101をドライブ

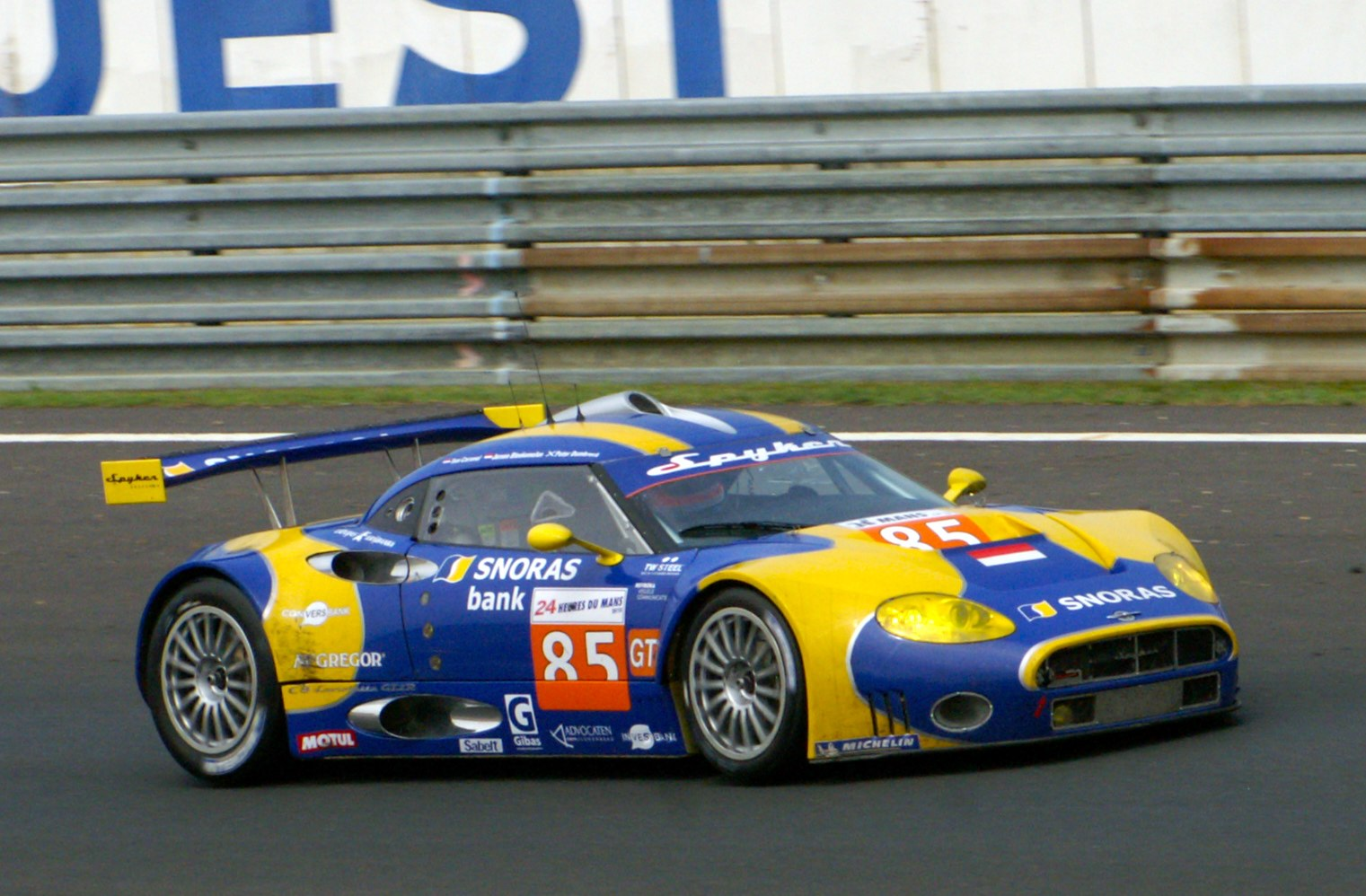
2010年ル・マンにて、スパイカー・C8をドライブ

2001年にはル・マンのほか、オランダ・ツーリングカー選手権、欧州スーパープロダクションカップ、FIA-GT選手権に参戦したが、翌2002年からはヨーロッパツーリングカー選手権（ETCC）をメインの場とし、インディペンデントチームのCarly、AutoDelta Squadra Corse、次いでGR Asiaから参戦することになる。2003年ル・マンでは、母国オランダ製のスパイカー・C8をドライブした。2004年は童夢・S101でラルフ・ファーマン、ジャスティン・ウィルソンと共に参戦した。
ETCC最終年となった2004年にはBMWをドライブし、インディペンデント部門であるミシュラントロフィーの覇者となった。
2005年、ETCCが世界ツーリングカー選手権（WTCC）へ移行となったのを機に、チームもGR Asiaに移した。初年度はセアト・トレドを駆ったが、この年はインディペンデント部門においてBMW（BMW 320i）勢が強く、同部門において、この年のチャンピオンであるマルク・ヘンネリシと並んでシーズン最多勝となる5勝を挙げたものの、ランキングはBMW勢4台に次ぐ5位となった。

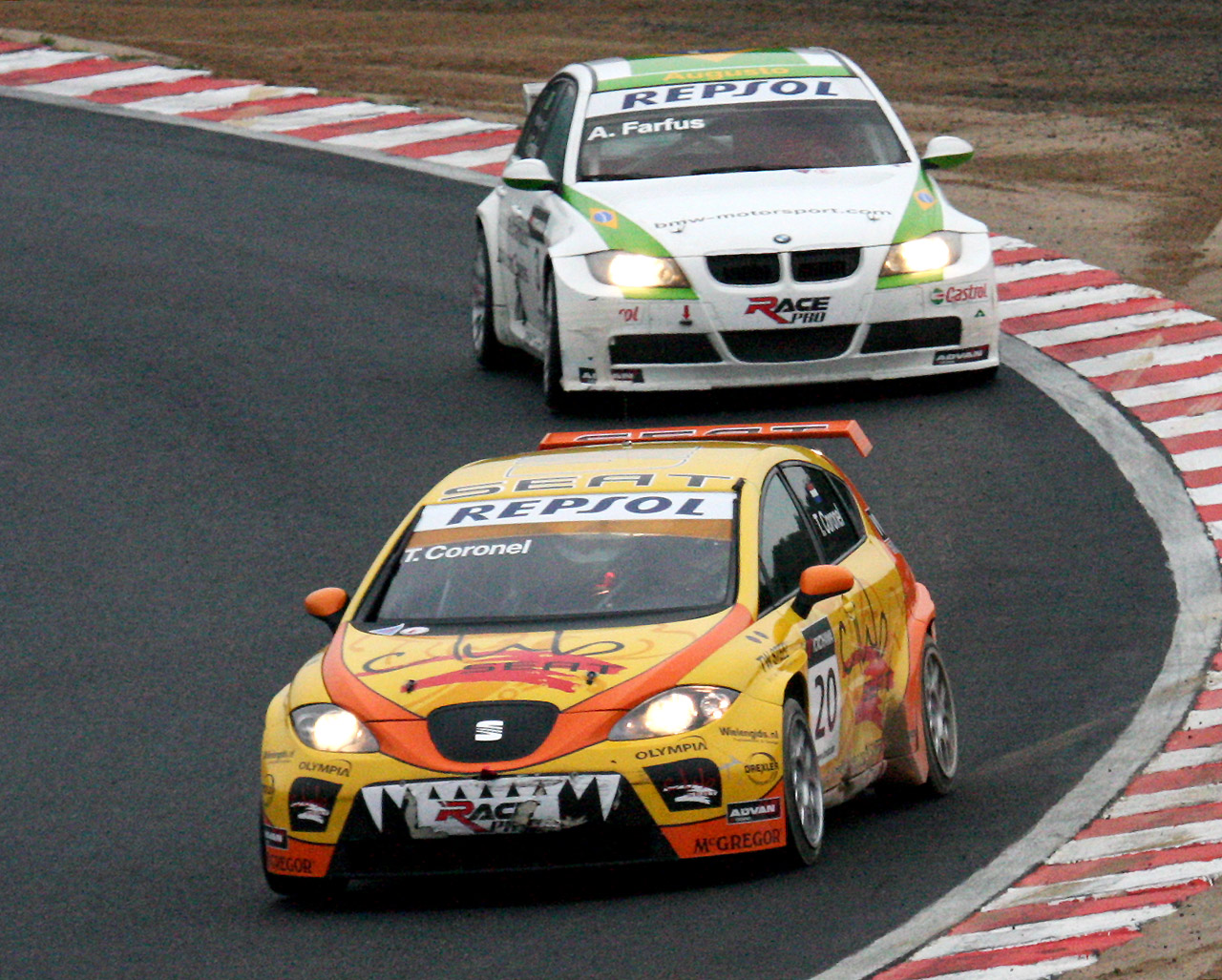
アウグスト・ファルフスのBMWと戦うコロネルのセアト・レオン（手前）

2006年のWTCCシーズンに向け、セアト（セアト・スポーツ）は新型車両セアト・レオンをワークスチームに供給したが、コロネルはインディペンデント組の中では唯一人この車両を与えられたこともあって、全20戦のシーズンで10勝を挙げ、ポイントでも178ポイントを獲得し、こちらもBMWの最新型である320siを駆ったランキング2位のルカ・ランゴーニ（2勝）に対し、実に78ポイントもの大差をつける文字通りの圧勝でインディペンデント部門であるヨコハマトロフィーの勝者となった。

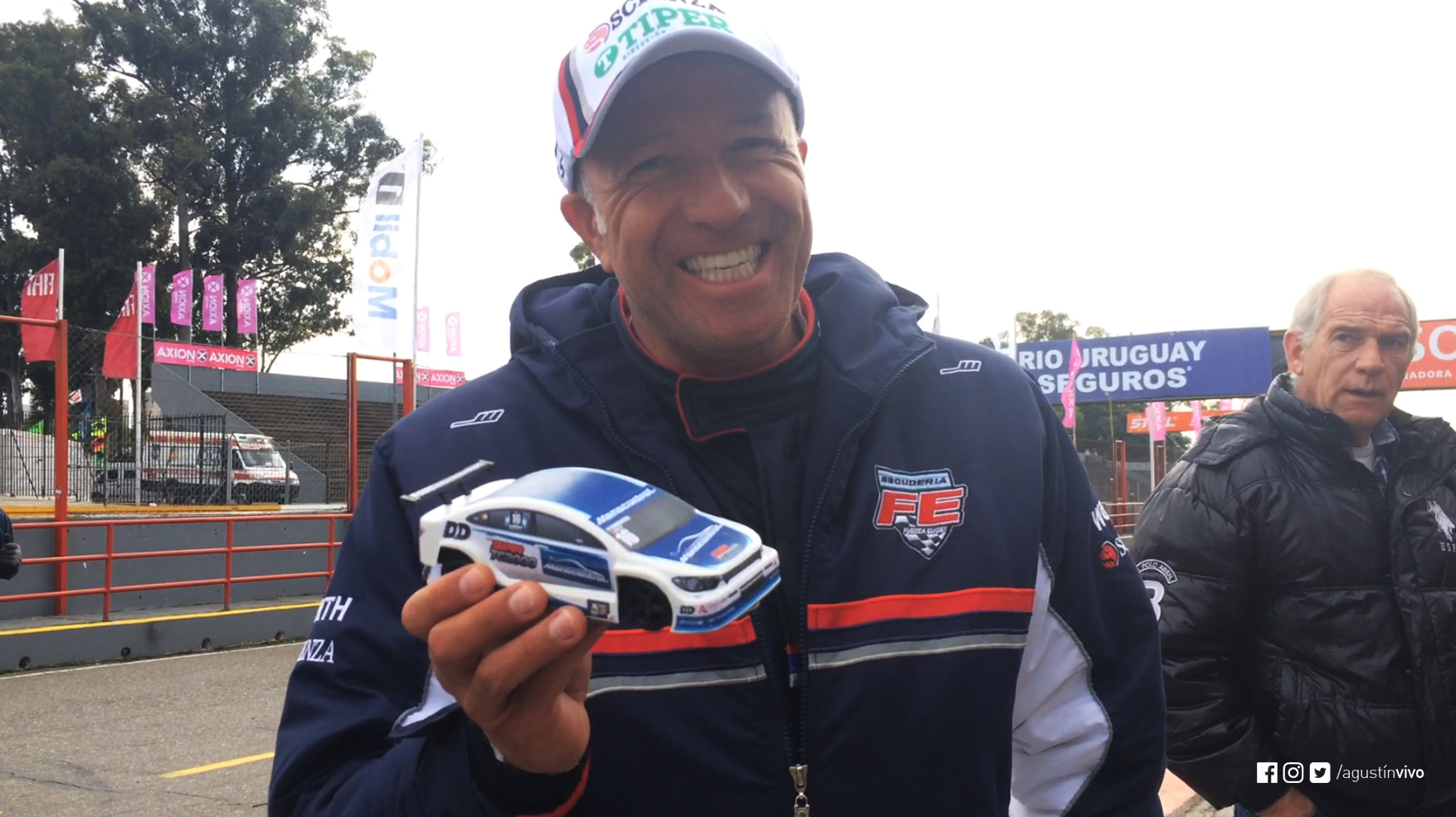
アルゼンチンスーパーTC2000にて

2007年からはワークスでの参戦となり、2008年はガソリンエンジン車での参戦ながら第11戦岡山レース2でWTCC初優勝を果たした。2009年と2010年もセアト・レオンで参戦し、2010年はランキング8位となった。
2011年からはロアル・モータースポーツへ移籍しBMW 320 TCで参戦。この年は第10戦鈴鹿のレース2で優勝し、その他のレースでも好成績を残し、シボレーの3人に次ぐランキング4位と健闘した。2012年は未勝利ながらランキング5位となる。2013年は2年振りに第10戦鈴鹿のレース2で優勝するも、ランキングは10位と前年を下回った。
2014年からはシボレーRMLクルーズにマシンをスイッチ。この年は第5戦ザルツブルクリンクのレース1、第9戦北京のレース2で2位、第7戦スパ・フランコルシャンで3位に入りランキング7位と前年を上回る成績を残した。2015年はリタイア率が高く表彰台は第4戦ハンガロリンクでのレース2の2位一回だけだった。2016年は第4戦モロッコ、第7戦ポルトガルのオープニングレースで3年振りの勝利を挙げる。この年はランキング11位となった。2017は第9戦マカオのオープニングレースで2位表彰台を獲得し、ランキングでは前年同様11位だが獲得ポイントは前年を下回った。
2018年はWTCCに代わり新設されたWTCR(世界ツーリングカーカップ)に元F1ドライバーティエリー・ブーツェンが運営するブーツェン・ジニオン・レーシングからホンダ・シビックタイプR TCRを駆って参戦。しかしシーズンを通じての最高位は母国戦となった第4戦ザントフォールト、第6戦スロバキアでのレース1の7位が最高位だった。WTCR初年度を24ポイント獲得のランキング23位で終えた。

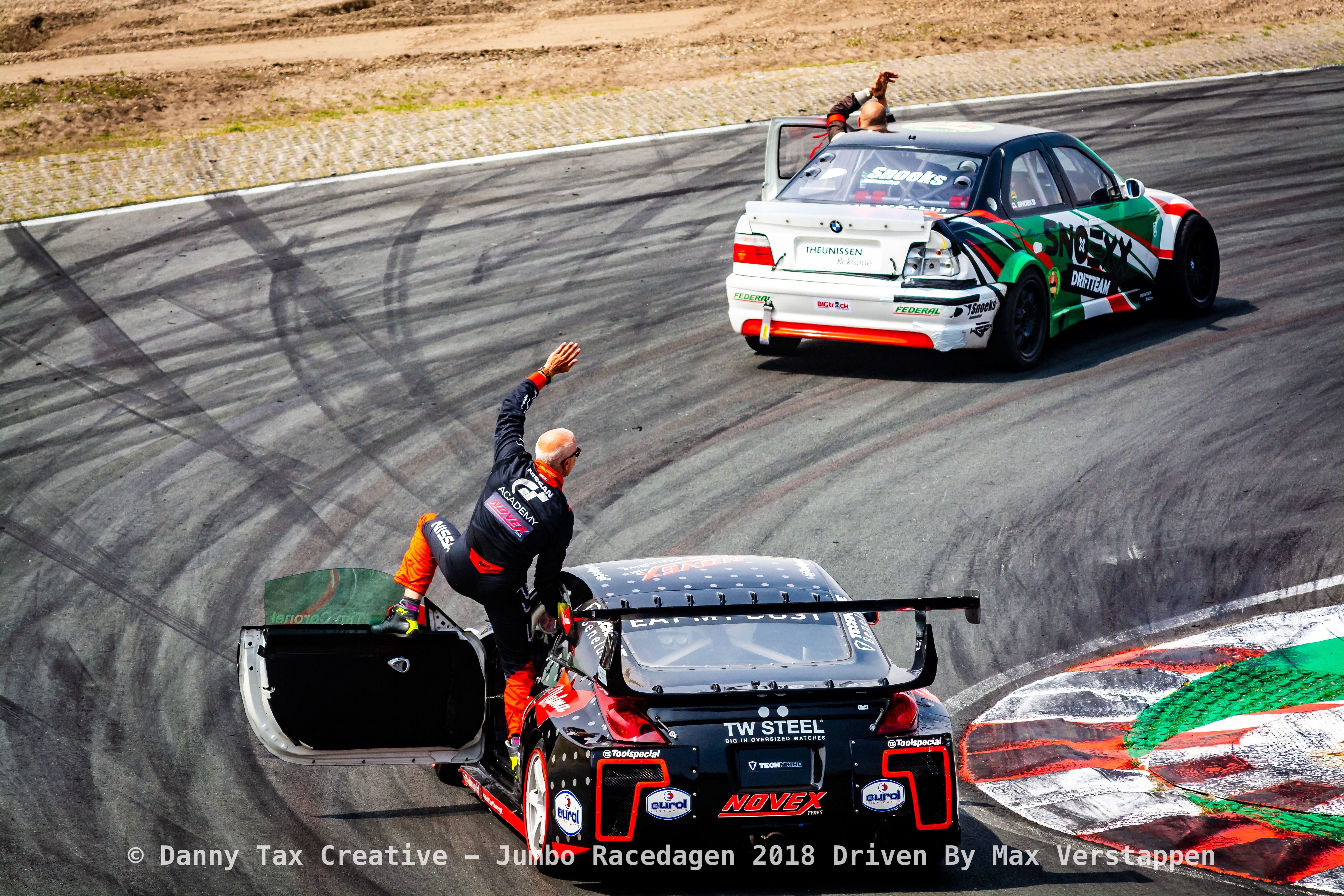
オランダのイベントにて、マックス・フェルスタッペンのドライブで箱乗りを披露するコロネル

2019年はベルギーが拠点のコムトゥユー・レーシングへ移籍し、クプラ・レオン TCRで参戦。コロネルがセアトのマシンをドライブするのはWTCC時代の2010年以来9年振りとなる。第3戦スロバキアのレース1の予選ではポイントを獲得できる5番グリッドにつけ速さを証明した。本番のレース1ではスタートダッシュを決め序盤3番手に浮上するが、その後はペースが上がらず最終的にレース1は8位で終えた。この年の最高位は第6戦ニュルブルクリンクでのレース3の6位だった。更にポイント獲得圏内が15位にまで拡大したことで前年の倍以上となる63ポイントを獲得しランキングも22位と前年を上回った。
2020年も引き続きコムトゥユーから参戦。マシンはアウディ・RS 3 LMS TCRにスイッチする。しかし開幕前に新型コロナウイルス感染症の影響で開幕が延期となりその後、カレンダー再編により全6戦での開催に変更された。第3戦スロバキアのレース2でWTCC時代の2016年以来の勝利を挙げた。前半の時点ではランキング2位につけ自身初のチャンピオンが期待されたが、第4戦ハンガロリンク以降は重いBoPに苦しみ失速、それでもポイントを獲得し続けチャンピオン争いに終盤まで絡むもランキング11位に終わった。しかし前年を大幅に上回る117ポイントを獲得した。更にこの年からWTCRトロフィーの名でインディペンデント部門が復活しコロネルは3勝を挙げるも、ランキングではこの年のチャンピオンアルファロメオ・ジュリエッタ ヴェローチェ TCRを駆るジャン＝カール・ベルネ、チームメイトのジル・マグナス、ナタナエル・ベルトンに次ぐ4位に甘んじた。
2021年も同じ体制で参戦。最新型のアウディ・RS 3 LMS TCRを駆って出場する。第3戦スペインのレース1で3位、第7戦イタリアのレース1で2位で表彰台を獲得するも未勝利に終わり前年を下回るランキング16位に終わる。しかしWTCRトロフィーではチームメイトのジル・マグナスと共に16レース全勝し、そのうちコロネルは7勝を挙げポイントでも114ポイントを獲得しチャンピオンを獲得したマグナスに次ぐランキング2位でシーズンを終えた。
2022年も引き続き参戦。この年は第4戦アラゴンのレース1、レース2でのリタイア以外は全てのレースでポイントを獲得する活躍を見せた(ただしタイヤトラブルで決勝が中止となった第2戦ニュルブルクリンクを除く)。その中でも最終戦ジッダ市街地コースでの予選ではポイント獲得が出来る予選全体5番手をマークし、レース1では4番グリッドにつけた。最終的にレース1では前にいたチームメイトにポジションを譲ってもらいこの年唯一の3位表彰台を獲得した。ランキングはWTCRになってからは最高の10位でシーズンを終えた。一方WTCRトロフィーはシーズン後半に4勝するも、ライバルであるクプラのロバート・ハフが11勝でチャンピオンを獲得。またしても前年に次ぐランキング2位に終わった。
2023年はWTCRの後継であるワールドツアーへと参戦。第2戦スパの予選ではライバルの駆け引きの餌食となり、「ヤツらはレースじゃなくゲームをしている」「スロットルを緩めて政治的な駆け引きをするなんてクソだ！」と怒っていたが、決勝レース1ではチームからGTテストをさせてくれることを条件にスロットルを緩めるという見事な掌返しを披露した。この年並行参戦していたTCRヨーロッパで、フォーミュラニッポン以来24年ぶりに年間タイトルを獲得した。

### ダカール・ラリー
ダカール・ラリーが南米移転した2009年に初挑戦した（兄のティムは2007年にガールフレンドとデビュー済み）。英国ボウラー・オフロード社が開発したグループT1.2（ディーゼル四輪駆動）車両のネメシスをドライブし、総合70位完走となった。
少し空いて2015年-2017年は規則によりスズキ・スイフトの駆動系を流用した、グループT3の一人乗りバギーを開発して参戦。2017年にティムと共に2台揃って完走を果たした（総合58位）。
2018年-2021年は米国のダーメン・ジェフリーズが開発した二輪駆動バギーで、ティムと共にナビと運転を交代しながら参戦。毎年完走し、最高総合26位であった。
2022年以降は南アフリカのセンチュリー・レーシングのグループT1.2（二輪駆動）バギーであるCR6をティムと共にドライブしている。2022年大会では、X-raid MINIを駆るリトアニア人ドライバーのヴァイドタス・ザラが故障で停車中にコロネルがぶつかりそうになったことを激怒して問い詰め、コロネルの当惑した態度にさらに激昂したが、実は人違いであることが判明し、ザラが謝罪のケーキを送るという一幕があった。
コロネルは2011年から台湾のオフロードタイヤメーカーである「Maxxis」（マキシス）と提携してダカールへ参戦しており、ダカールの経験をフィードバックした市販車用タイヤの製造・販売も行われている。

## レース戦績

### フォーミュラ

#### ドイツ・フォーミュラ3選手権
| 年     | チーム            | エンジン | クラス | 1         | 2         | 3       | 4        | 5       | 6       | 7         | 8       | 9       | 10      | 11        | 12        | 13      | 14      | 15      | 16       | DC  | ポイント |
| ------ | ----------------- | -------- | ------ | --------- | --------- | ------- | -------- | ------- | ------- | --------- | ------- | ------- | ------- | --------- | --------- | ------- | ------- | ------- | -------- | --- | -------- |
| 1995年 | オペル・チームWTS | オペル   | A      | HOC 1 Ret | HOC 2 Ret | AVU 1 9 | AVU 1 11 | NOR 1 4 | NOR 2 3 | DIE 1 Ret | DIE 2 9 | NÜR 1 3 | NÜR 2 4 | ALE 1 Ret | ALE 2 Ret | MAG 1 3 | MAG 2 4 | HOC 1 8 | HOC 2 16 | 6位 | 74       |

(key)

#### 全日本フォーミュラ3選手権
| 年     | チーム | シャシ       | エンジン      | クラス | 1     | 2     | 3     | 4     | 5     | 6     | 7     | 8     | 9     | 10  | 順位 | ポイント |
| ------ | ------ | ------------ | ------------- | ------ | ----- | ----- | ----- | ----- | ----- | ----- | ----- | ----- | ----- | --- | ---- | -------- |
| 1996年 | TOM'S  | トムス036F   | トヨタ・3S-GE |        | SUZ 2 | TSU 4 | MIN 2 | FSW 2 | SUZ 4 | SUG 1 | SEN 2 | SUZ 2 | FSW C |     | 3位  | 33       |
| 1997年 | TOM'S  | ダラーラF397 | トヨタ・3S-GE |        | SUZ 1 | TSU 1 | MIN 2 | FSW 1 | SUZ 1 | SUG   | SEN 1 | TRM 1 | FSW C | SUZ | 1位  | 60       |

- 太字はポールポジション、斜字はファステストラップ。(key)

#### フォーミュラ・ニッポン
| 年     | チーム               | 1     | 2       | 3       | 4     | 5     | 6     | 7     | 8       | 9       | 10      | 順位 | ポイント |
| ------ | -------------------- | ----- | ------- | ------- | ----- | ----- | ----- | ----- | ------- | ------- | ------- | ---- | -------- |
| 1998年 | PIAA NAKAJIMA RACING | SUZ 8 | MIN 6   | FSW Ret | TRM 4 | SUZ 5 | SUG 5 | FSW C | MIN Ret | FSW Ret | SUZ 14  | 11位 | 8        |
| 1999年 | PIAA NAKAJIMA RACING | SUZ 2 | TRM Ret | MIN 3   | FSW 1 | SUZ 2 | SUG 1 | FSW 1 | MIN Ret | TRM 3   | SUZ Ret | 1位  | 50       |

- 太字はポールポジション、斜字はファステストラップ。(key)

### グランドツーリング

#### 全日本GT選手権
| 年     | チーム                  | コ.ドライバー                      | 使用車両    | タイヤ | クラス | 1      | 2       | 3       | 4       | 5       | 6     | 7       | 8      | 順位 | ポイント |
| ------ | ----------------------- | ---------------------------------- | ----------- | ------ | ------ | ------ | ------- | ------- | ------- | ------- | ----- | ------- | ------ | ---- | -------- |
| 1998年 | Mobil 1 NAKAJIMA RACING | 山西康司 佐藤浩二 (Rd.3)           | ホンダ・NSX | B      | GT500  | SUZ 2  | FSW C   | SEN Ret | FSW 1   | TRM Ret | MIN 2 | SUG Ret |        | 2位  | 50       |
| 1999年 | Mobil 1 NAKAJIMA RACING | 山西康司 (Rd.1-4) 光貞秀俊 (Rd.5-) | ホンダ・NSX | B      | GT500  | SUZ 11 | FSW 14  | SUG 4   | MIN Ret | FSW 8   | TAI 1 | TRM 5   |        | 5位  | 41       |
| 2003年 | G'ZOX 無限（Rd.1-5）    | 伊藤大輔                           | ホンダ・NSX | B      | GT500  | TAI 4  | FSW Ret | SUG 9   | FSW 12  | FSW 8   |       |         |        | 10位 | 38       |
| 2003年 | G'ZOX 童夢（Rd.6-8）    | 伊藤大輔                           | ホンダ・NSX | B      | GT500  |        |         |         |         |         | TRM 1 | AUT 10  | SUZ 11 | 10位 | 38       |

- 太字はポールポジション、斜字はファステストラップ。(key)

#### FIA GT選手権
| 年     | チーム                         | 使用車両              | クラス | 1       | 2       | 3     | 4       | 5       | 6       | 7     | 8       | 9   | 10    | 11  | 順位 | ポイント |
| ------ | ------------------------------ | --------------------- | ------ | ------- | ------- | ----- | ------- | ------- | ------- | ----- | ------- | --- | ----- | --- | ---- | -------- |
| 2000年 | カースポーツ・ホランド         | ダッジ・バイパーGTS-R | GT     | VAL     | EST     | MNZ   | SIL     | HUN     | ZOL     | A1R 1 | LAU     | BRN | MAG 2 |     | 10位 | 16       |
| 2001年 | リスター・ストーム・レーシング | リスター・ストーム    | GT     | MNZ 1   | BRN     | MAG 1 | SIL Ret | ZOL DSQ | HUN Ret | SPA   | A1R Ret | NÜR | JAR   | EST | 10位 | 20       |
| 2003年 | リスター・ストーム・レーシング | リスター・ストーム    | GT     | CAT     | MAG     | PER   | BRN     | DON Ret | SPA Ret | AND   | OSC     | EST | MNZ   |     | NC   | 0        |
| 2004年 | リスター・ストーム・レーシング | リスター・ストーム    | GT     | MNZ Ret | VAL Ret | MAG   | HOC 16  | BRN     | DON     | SPA   | IMO     | OSC | DUB   | ZHU | NC   | 0        |

- 太字はポールポジション、斜字はファステストラップ。(key)

### ツーリングカー

#### ヨーロッパツーリングカー選手権
| 年     | チーム                     | 車両     | 1        | 2         | 3        | 4         | 5         | 6       | 7        | 8         | 9         | 10       | 11        | 12      | 13       | 14       | 15       | 16       | 17       | 18        | 19      | 20    | DC   | ポイント |
| ------ | -------------------------- | -------- | -------- | --------- | -------- | --------- | --------- | ------- | -------- | --------- | --------- | -------- | --------- | ------- | -------- | -------- | -------- | -------- | -------- | --------- | ------- | ----- | ---- | -------- |
| 2002年 | カーリー・モータースポーツ | BMW 320i | MAG 1 12 | MAG 2 Ret | SIL 1 8  | SIL 2 Ret | BRN 1 12  | BRN 2 8 | JAR 1 6  | JAR 2 Ret | AND 1 9   | AND 2 7  | OSC 1 Ret | OSC 2 8 | SPA 1 9  | SPA 2 3  | PER 1    | PER 2    | DON 1 7  | DON 2 6   | EST 1 3 | EST 2 | 7位  | 16       |
| 2003年 | カーリー・モータースポーツ | BMW 320i | VAL 1 8  | VAL 2 8   | MAG 1 7  | MAG 2 4   | PER 1 11  | PER 2 8 | BRN 1    | BRN 2     | DON 1 Ret | DON 2 10 | SPA 1 12  | SPA 2 8 | AND 1 11 | AND 2 10 | OSC 1 7  | OSC 2 12 | EST 1 11 | EST 2 Ret | MNZ 1 3 | MNZ 2 | 10位 | 27       |
| 2004年 | カーリー・モータースポーツ | BMW 320i | MNZ 1 6  | MNZ 2 4   | VAL 1 10 | VAL 2 9   | MAG 1 Ret | MAG 2 8 | HOC 1 11 | HOC 2 8   | BRN 1 6   | BRN 2 7  | DON 1 13  | DON 2 8 | SPA 1 14 | SPA 2 6  | IMO 1 12 | IMO 2 12 | OSC 1 8  | OSC 2 4   | DUB 1   | DUB 2 | 12位 | 25       |

- 太字はポールポジション、斜字はファステストラップ (key)。

#### 世界ツーリングカー選手権
| 年     | チーム                       | 車両                      | 1        | 2        | 3        | 4        | 5       | 6        | 7        | 8        | 9        | 10       | 11      | 12       | 13       | 14      | 15       | 16       | 17       | 18      | 19       | 20       | 21       | 22       | 23      | 24       | 順位 | ポイント |
| ------ | ---------------------------- | ------------------------- | -------- | -------- | -------- | -------- | ------- | -------- | -------- | -------- | -------- | -------- | ------- | -------- | -------- | ------- | -------- | -------- | -------- | ------- | -------- | -------- | -------- | -------- | ------- | -------- | ---- | -------- |
| 2005年 | GRアジア                     | セアト・トレド・クプラ    | ITA1 15  | ITA2 Ret | FRA1 23  | FRA2 DSQ | GBR1 14 | GBR2 14  | SMR1 18  | SMR2 Ret | MEX1 8   | MEX2 5   | BEL1 13 | BEL2 3   | GER1 21  | GER2 13 | TUR1 Ret | TUR2 DNS | ESP1 NC  | ESP2 13 | MAC1 Ret | MAC2 DNS |          |          |         |          | 14位 | 11       |
| 2006年 | GRアジア                     | セアト・トレド・クプラ    | ITA1 Ret | ITA2 13  | FRA1 10  | FRA2 16  |         |          |          |          |          |          |         |          |          |         |          |          |          |         |          |          |          |          |         |          | 17位 | 20       |
| 2006年 | GRアジア                     | セアト・レオン            |          |          |          |          | GBR1 13 | GBR2 14  | GER1 10  | GER2 12  | BRA1 14  | BRA2 11  | MEX1 4  | MEX2 6   | CZE1 6   | CZE2 23 | TUR1 8   | TUR2 12  | ESP1 14  | ESP2 13 | MAC1 7   | MAC2 3   |          |          |         |          | 17位 | 20       |
| 2007年 | GRアジア                     | セアト・レオン            | BRA1 6   | BRA2 8   | NED1 Ret | NED2 14  | ESP1 21 | ESP2 25  | FRA1 9   | FRA2 Ret | CZE1 Ret | CZE2 11  | POR1 6  | POR2 4   | SWE1 4   | SWE2 4  | GER1 Ret | GER2 12  | GBR1 13  | GBR2 9  | ITA1 9   | ITA2 7   | MAC1 15  | MAC2 5   |         |          | 13位 | 29       |
| 2008年 | サンレッド・エンジニアリング | セアト・レオン TFSI       | BRA1 7   | BRA2 9   | MEX1 4   | MEX2 6   | ESP1 9  | ESP2 DNS | FRA1 14  | FRA2 9   | CZE1 18  | CZE2 12  | POR1 10 | POR2 12  | GBR1 5   | GBR2 22 | GER1 7   | GER2 2   | EUR1 15  | EUR2 15 | ITA1 10  | ITA2 24  | JPN1 8   | JPN2 1   | MAC1 22 | MAC2 Ret | 14位 | 35       |
| 2009年 | サンレッド・エンジニアリング | セアト・レオン TFSI       | BRA1 9   | BRA2 8   | MEX1 15  | MEX2 15  | MAR1 21 | MAR2 8   | FRA1 8   | FRA2 19  | ESP1 7   | ESP2 10  | CZE1 9  | CZE2 9   | POR1 13  | POR2 12 | GBR1 10  | GBR2 11  | GER1 4   | GER2 8  | ITA1 5   | ITA2 14  | JPN1 10  | JPN2 13  | MAC1 13 | MAC2 Ret | 14位 | 15       |
| 2010年 | SR-スポーツ                  | セアト・レオン TDI        | BRA1 8   | BRA2 Ret | MAR1 5   | MAR2 3   | ITA1 5  | ITA2 2   | BEL1 8   | BEL2 10  | POR1 6   | POR2 6   | GBR1 5  | GBR2 4   | CZE1 Ret | CZE2 10 | GER1 6   | GER2 5   | ESP1 10  | ESP2 9  | JPN1 14  | JPN2 8   | MAC1 12  | MAC2 6   |         |          | 8位  | 136      |
| 2011年 | ロアル・モータースポーツ     | BMW 320 TC                | BRA1 4   | BRA2 2   | BEL1 Ret | BEL2 DNS | ITA1 5  | ITA2 15  | HUN1 18  | HUN2 4   | CZE1 4   | CZE2 2   | POR1 6  | POR2 5   | GBR1 4   | GBR2 4  | GER1 10  | GER2 4   | ESP1 3   | ESP2 7  | JPN1 NC  | JPN2 1   | CHN1 5   | CHN2 5   | MAC1 4  | MAC2 2   | 4位  | 233      |
| 2012年 | ロアル・モータースポーツ     | BMW 320 TC                | ITA1 5   | ITA2 4   | ESP1 3   | ESP2 2   | MAR1 8  | MAR2 4   | SVK1 14  | SVK2 4   | HUN1 6   | HUN2 12  | AUT1 8  | AUT2 3   | POR1 6   | POR2 3  | BRA1 8   | BRA2 7   | USA1 8   | USA2 5  | JPN1 6   | JPN2 15  | CHN1 4   | CHN2 3   | MAC1 6  | MAC2 Ret | 5位  | 207      |
| 2013年 | ロアル・モータースポーツ     | BMW 320 TC                | ITA1 9   | ITA2 11  | MAR1 9   | MAR2 6   | SVK1 5  | SVK2 1   | HUN1 6   | HUN2 6   | AUT1 10  | AUT2 10  | RUS1 2  | RUS2 14  | POR1 7   | POR2 8  | ARG1 NC  | ARG2 9   | USA1 7   | USA2 6  | JPN1 8   | JPN2 1   | CHN1 12  | CHN2 8   | MAC1 11 | MAC2 3   | 10位 | 163      |
| 2014年 | ロアル・モータースポーツ     | シボレー RML クルーズ TC1 | MAR1 Ret | MAR2 Ret | FRA1 WD  | FRA2 WD  | HUN1 8  | HUN2 4   | SVK1 4   | SVK2 C   | AUT1 2   | AUT2 5   | RUS1 8  | RUS2 4   | BEL1 5   | BEL2 3  | ARG1 11  | ARG2 10  | BEI1 17† | BEI2 2  | CHN1 8   | CHN2 6   | JPN1 7   | JPN2 4   | MAC1 7  | MAC2 8   | 7位  | 159      |
| 2015年 | ロアル・モータースポーツ     | シボレー RML クルーズ TC1 | ARG1 14† | ARG2 Ret | MAR1 Ret | MAR2 Ret | HUN1 10 | HUN2 2   | GER1 Ret | GER2 8   | RUS1 17† | RUS2 10  | SVK1 9  | SVK2 10  | FRA1 12  | FRA2 7  | POR1 12  | POR2 11  | JPN1 Ret | JPN2 7  | CHN1 Ret | CHN2 DNS | THA1 Ret | THA2 DNS | QAT1 11 | QAT2 12  | 13位 | 39       |
| 2016年 | ロアル・モータースポーツ     | シボレー RML クルーズ TC1 | FRA1 9   | FRA2 11  | SVK1 15  | SVK2 9   | HUN1 15 | HUN2 7   | MAR1 1   | MAR2 11  | GER1 Ret | GER2 DNS | RUS1 12 | RUS2 Ret | POR1 1   | POR2 16 | ARG1 7   | ARG2 2   | JPN1 12  | JPN2 14 | CHN1 7   | CHN2 10  | QAT1 12  | QAT2 9   |         |          | 11位 | 111      |
| 2017年 | ロアル・モータースポーツ     | シボレー RML クルーズ TC1 | MAR1 8   | MAR2 8   | ITA1 6   | ITA2 11  | HUN1 9  | HUN2 9   | GER1 8   | GER2 7   | POR1 DNS | POR2 DNS | ARG1 9  | ARG2 10  | CHN1 7†  | CHN2 9  | JPN1 13  | JPN2 13  | MAC1 2   | MAC2 6  | QAT1 11  | QAT2 11  |          |          |         |          | 11位 | 69       |

- 太字はポールポジション、斜字はファステストラップ。(key)

### ル・マン24時間レース
| 年     | チーム                                                              | コ・ドライバー                                       | 使用車両                             | クラス | 周回 | 総合順位 | クラス順位 |
| ------ | ------------------------------------------------------------------- | ---------------------------------------------------- | ------------------------------------ | ------ | ---- | -------- | ---------- |
| 1999年 | コンラート モータースポーツ トークライン レーシング フォー ホラント | ヤン・ラマース ピーター・コックス                    | ローラ・B98/10-ジャッド              | LMP    | 213  | DNF      | DNF        |
| 2000年 | コンラート モータースポーツ レーシング フォー ホラント              | ヤン・ラマース ピーター・コックス                    | ローラ・B2K/10-ジャッド              | LMP900 | 38   | DNF      | DNF        |
| 2001年 | ヨハンソン モータースポーツ                                         | ステファン・ヨハンソン パトリック・レマリエ          | アウディ・R8                         | LMP900 | 35   | DNF      | DNF        |
| 2002年 | レーシング フォー ホラント                                          | ヤン・ラマース ヴァル・ヒレブランド                  | 童夢・S101-ジャッド                  | LMP900 | 351  | 8th      | 7th        |
| 2003年 | ST チーム オレンジ スパイカー                                       | ノーマン・サイモン ハンス・フーゲンホルツ            | スパイカー・C8 ダブル12R             | GT     | 229  | NC       | NC         |
| 2004年 | レーシング フォー ホラント                                          | ジャスティン・ウィルソン ラルフ・ファーマン          | 童夢・S101-ジャッド                  | LMP1   | 313  | NC       | NC         |
| 2005年 | スパイカー スコードロン                                             | ペーター・ヴァン・メルクティンSr. ドニー・クレベルス | スパイカー・C8 スパイダー GT2-R      | GT2    | 76   | DNF      | DNF        |
| 2006年 | スパイカー スコードロン                                             | ドニー・クレベルス ピーター・ダンブレック            | スパイカー・C8 スパイダー GT2-R      | GT2    | 40   | DNF      | DNF        |
| 2009年 | スノーラス・スパイカー・スコードロン                                | ジェロエン・ブリークモレン ヤレック・ヤニス          | スパイカー・C8・ラヴィオレット GT2-R | GT2    | 319  | 25位     | 5位        |
| 2010年 | スパイカー スコードロン                                             | ピーター・ダンブレック ジェロエン・ブリークモレン    | スパイカー・C8・ラヴィオレット GT2-R | GT2    | 280  | 27位     | 9位        |